# Podsavezna nogometna liga Slavonska Požega 1963./64.
Podsavezna nogometna liga Slavonska Požega u sezoni 1963./64. je okupljala klubove s područja tadašnje Općine Slavonska Požega, a danas to područje zauzimaju gradovi Požega, Pleternica, Kutjevo te općine Velika, Jakšić, Kaptol, Brestovac i Čaglin. NK Slavija Pleternica kroz kvalifikacijske utakmice nije uspjela izboriti plasman u Slavonsku zonu 

## Tablica
| mj. | klub                        | ut. | pob. | ner. | por. | gol+ | gol- | bod |
| --- | --------------------------- | --- | ---- | ---- | ---- | ---- | ---- | --- |
| 1.  | NK Slavija Pleternica       | 18  | 14   | 3    | 1    |      |      | 31  |
| 2.  | NK Zvečevo Slavonska Požega | 18  |      |      |      |      |      | 28  |
| 3.  | NK Napredak Aleksandrovac   | 18  |      |      |      |      |      | 25  |
| 4.  | NK Omladinac Sulkovci       | 18  |      |      |      |      |      | 22  |
| 5.  | NK Slavonac Dervišaga       | 18  |      |      |      |      |      | 16  |
| 6.  | NK Požega Slavonska Požega  | 18  |      |      |      |      |      | 14  |
| 7.  | NK Zvijezda Kaptol          | 18  |      |      |      |      |      | 13  |
| 8.  | NK Dinamo Kutjevo           | 18  |      |      |      |      |      | 12  |
| 9.  | NK Sloga Trenkovo           | 18  |      |      |      |      |      | 8   |
| 10. | NK Omladinac Čaglin         | 18  |      |      |      |      |      | 7   |

## Kvalifikacije
Kvalifikacije je obilježila tzv. „šećerna afera“, Slavija je u dogovorenoj utakmici izgubila rezultatom 17:0 od Radničkog u Županji, kojemu je trebala pobjeda od 14 golova razlike. Nogometni podsavez Slavonske Požege pokrenuo je kazneni postupak protiv 6 igrača i članova uprave Slavije.
- NK Omladinac Petrijevci – NK Slavija Pleternica 1:0
- NK Slavija Pleternica – NK Omladinac Petrijevci 1:2
- NK Slavija Pleternica – NK Radnički Županja
- NK Radnički Županja – NK Slavija Pleternica 17:0